# ويليام ألان
ويليام ألان (بالإنجليزية: William Allan)‏ هو باحث في تاريخ العصور الكلاسيكية بريطاني، ولد في 1970.